# Атинии
Атиниите (gens Atinia) са плебейска фамилия от Древен Рим.
- Гай Атиний Лабеон (трибун 196 пр.н.е.), народен трибун 196 и претор 195 пр.н.е.
- Марк Атиний, praefectus socium, убит 194 пр.н.е. при служба в Галия при консул Тиберий Семпроний Лонг.[1]
- Гай Атиний Лабеон (претор 190 пр.н.е.), претор 190 пр.н.е. в Сицилия.[2]
- Гай Атиний Лабеон (претор 188 пр.н.е), претор 188 пр.н.е. в Далечна Испания.
- Атиний (трибун 149 пр.н.е.), народен трибун 149 пр.н.е.